# Katherine Mansfield
Katherine Mansfield, eg. Kathleen Mansfield Beauchamp, född 14 oktober 1888 i Wellington, Nya Zeeland, död 9 januari 1923 i Fontainebleau, Frankrike, var en nyzeeländsk-brittisk författare.

## Biografi
Mansfields far var en framgångsrik affärsman. Hon hade tre systrar och en bror. År 1903 kom hon till London för att avsluta sin skolgång. Hon utbildade sig till cellist. 1909 gifte hon sig med sångaren George Bowden men lämnade honom endast några dagar efter bröllopet. Hon födde ett dödfött barn i Bayern. År 1911 träffade hon kritikern John Middleton Murry, som hon gifte sig med 1918. Hon var nära vän med Virginia Woolf.
Mansfield drabbades av lungtuberkulos och vistades utomlands för sin klena hälsa. Hon dog av lungblödning. Efter hennes död gav hennes man ut de självbiografiska Journal (1927) och Letters (1928).

## Författarskap
Mansfield var en av dem som i slutet av första världskriget i Tjechovs anda bröt med den tidigare intrig- och handlingsnovellen och istället införde en impressionistisk berättarteknik, byggd på stämningar och impulser, t.ex. i samlingarna Bliss (1920) och The Garden Party (1922).
Hon lovordades i sin samtid för sin berättarkonst och är ansedd som en av den engelskspråkiga litteraturens främsta och mest inflytelserika novellförfattare.